# Sinae

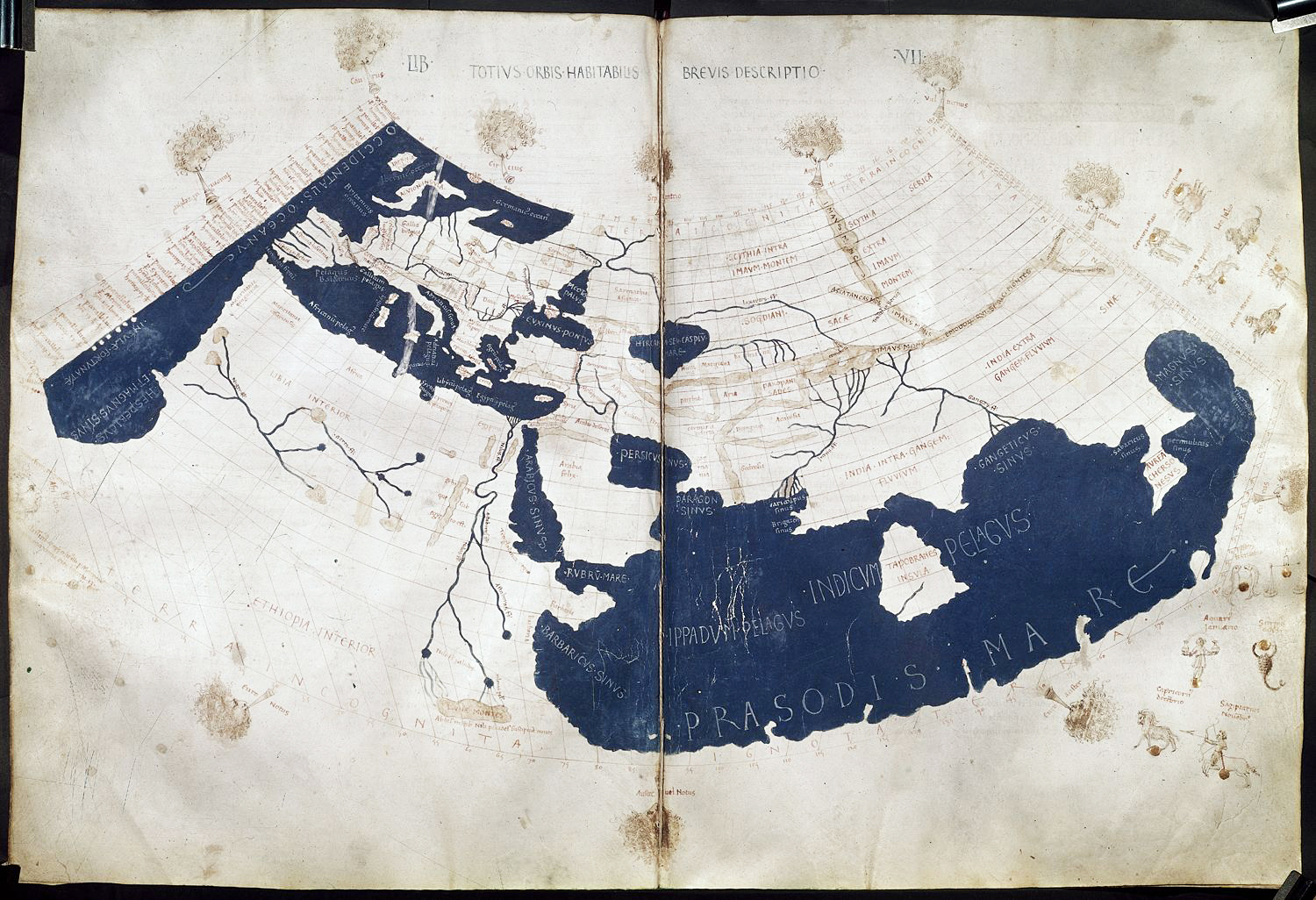
Una mappa del XV secolo basata sulla Geografia di Tolomeo. In essa la Serica e la Sina sono rappresentate come due paesi distinti (in alto a destra e a destra, rispettivamente).

Sīnae era il nome che gli antichi greci e romani davano ad alcuni popoli che abitavano a sud dei Seres (Serica), all'estremità orientale dell'ecumene. Tra i riferimenti ai Sinae ricordiamo quelli di una città che i romani chiamavano Sēra Mētropolis, che potrebbe essere la moderna Chang'an. I prefissi di origine latina Sino- e Sin-, che vengono usati tradizionalmente per riferirsi alla Cina e ai cinesi, derivano da Sīnae. Gli studiosi ritengono generalmente che i nomi Chīna, Sīna e Thīna siano tutte varianti derivate da Qin, lo stato più occidentale della Cina dell'epoca, quello da cui prese origine la dinastia omonima. Tuttavia, non tutti riconoscono questa etimologia. L'esistenza della parola Cīna in antichi testi indù venne notata per la prima volta dallo studioso di sanscrito Hermann Jacobi, che ne sottolineò l'utilizzo nel secondo libro dell'Arthashastra, dove si fa riferimento alla seta e agli abiti tessuti prodotti nel paese di Cīna, ma l'analisi del testo suggerisce che il secondo libro non sia stato scritto non troppo prima del 150 d.C. La parola è presente anche in altri testi sanscriti come il Mahābhārata e le Leggi di Manu. Secondo l'indologo Patrick Olivelle la parola Cīnā non poteva essere conosciuta in India prima del I secolo a.C., ma anche lui sosteneva che si riferiva probabilmente al regno di Qin, ritenendo che la parola stessa derivasse da una delle lingue parlate in Asia centrale. Alcuni studiosi cinesi e indiani ritengono che il nome derivi da quello dello stato di Jing (荆, un altro nome con cui era conosciuto lo stato di Chu). Un'altra ipotesi, sviluppata da Geoff Wade, è che la Cīnāh dei testi sanscriti si riferisca ad un antico regno situato nell'attuale Guizhou, chiamato Yelang, nella parte meridionale dell'altopiano tibeto-birmano. Secondo Wade, gli abitanti si autodefinivano Zina: se fosse confermata, questa tesi spiegherebbe la presenza del nome Cīna nel Mahābhārata e nelle Leggi di Manu, probabilmente precedenti all'avvento di Qin Shihuangdi. Quale che sia la sua origine, Henry Yule pensava che questo termine fosse giunto in Europa attraverso gli arabi, che chiamavano la Cina più orientale Sin, e forse Thin. Da qui la Thin dell'autore del Periplo del Mar Eritreo, che sembra essere il primo scrittore conosciuto ad impiegare il nome in questa forma; da questa forma derivano anche i Sinæ e i Thinae di Tolomeo.
Alcuni studiosi negano che i Sinae di Tolomeo fossero i cinesi, in quanto lo stesso Tolomeo chiama la Cina Sērice e la sua capitale Sēra, considerando i suoi abitanti distinti dai Sīnae. Marciano di Eraclea (un condensatore dell'opera di Tolomeo) ci dice che le «nazioni dei Sinae si trovano all'estremità del mondo abitabile, e sono adiacenti alla Terra incognita orientale». Cosma Indicopleuste, erudito del VI secolo, si riferisce a un «paese della seta» chiamato Tzinista, che si ritiene essere la Cina, oltre il quale «non ci sono né oceani da navigare, né terre da abitare». Sembra probabile che entrambi gli scrittori si riferiscano alla stessa regione. Secondo Henry Yule, Tolomeo, credendo che il mare Indiano fosse un bacino chiuso, aveva «deformato» a tal punto la costa cinese da credere erroneamente che la Serica e la Sina fossero due paesi distinti.
Nella Bibbia ebraica, nel Libro di Isaia 49:12 si fa riferimento ad un lontano paese chiamato Sinim, che alcuni avevano ipotizzato fosse un riferimento alla Cina. Nella Genesi 10:17, si afferma che la tribù chiamata Sinei discendeva da Canaan, il figlio di Cam, ma questi ultimi vengono considerati come un popolo distinto dal precedente, probabilmente stanziato nella parte settentrionale del Libano.